# Довгоносий вуж Ле-Конта
Довгоносий вуж Ле-Конта (Rhinocheilus lecontei) — єдиний представник роду неотруйних змій довгоносий вуж родини вужеві. Має 4 підвиди.

## Опис
Загальна довжина коливається від 75 см до 1 м. Має загострену голову та виступаючий уперед кінчик морди, так що верхня щелепа нависає та перекриває нижню. Тулуб стрункий, циліндричний з гладенькою лускою. Забарвлення кремове або жовтувате з рядком чорних сідлоподібних плям та білою облямівкою вздовж спини. На тулубі зустрічаються лусочки з чорними цятками й повністю червоні. Схожа на деяких королівських змій та на коралових аспідів.

## Спосіб життя
Полюбляє пустелі, чагарники й сухі луки. Активний у сутінках та вночі. Харчується ящірками та земноводними, іноді дрібними зміями та гризунами.
Це яйцекладна змія. Самиця відкладає від 4 до 11 яєць.

## Розповсюдження
Мешкає на півдні США та півночі Мексики.

## Підвиди
- Rhinocheilus lecontei antonii
- Rhinocheilus lecontei etheridgei
- Rhinocheilus lecontei lecontei
- Rhinocheilus lecontei tessellatus